# Гіп, гіп, ура! (картина)
Гіп, гіп, ура! (англ. Hip, Hip, Hurrah!) — картина данського художника Педера Северіна Крейєра (1851—1909) 1888 року.

## Історія створення

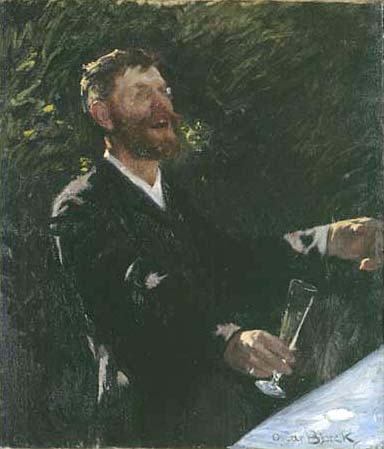
Педер Северін Крейєр. «Художник Оскар Бйорк», ескіз до картини

Поштовхом для створення картини був невеличкий бенкет, котрий відбувся в саду біля будинку художників Міхаеля та Анни Анкер. Серед запрошених на бенкет був і художник Фріц Столтенберг з Німеччини, що мав фотоапарат і зробив фото присутніх. Вечірка в саду Міхаеля та Анни Анкер особливо сподобалась художникові Северіну Крейєру. На другий день він знову прибув у сад і почав працювати над новою картиною. Це не дуже віталося володарями садибки, бо Северін Крейєр мав хаотичну поведінку і приходив коли завгодно, то покидаючи створення картини, то знову беручись за неї. Молодята щойно оселились в маєтку і жадали спокою. Між володарями і Крейєром пройшла перша сварка. Нарешті Крейєр був вимушений припинити атаки на приватний сад родини Анкер і переніс працю над картиною у власну студію.
Праця над композицією розтяглась на чотири роки. Створенню картини передували численні ескізи, а, головне, окремі портрети запрошених на давній бенкет. Портрети у ескзах, виконані у спрощеній манері, мали всі ознаки техніки імпресіонізму, з котрою Крейєр був знайомий ще в часи праці в паризькій майстерні Леона Бонна. Довга праця над картиною мимоволі сприяла змінам і додаткам, котрих не було під час реального бенкету. Серед додатків — пишні рослини, котрих ще не було в реальному саду. Частка персонажів втратила капелюхи. На інший бік перемістили постать художника Оскара Бйорка, ніж він був на ескізі. Меншою на чотири роки була і донька Анни Анкер — Хельга, коли художник почав працювати над картиною.
Готова картина виконана в реалістичній манері, де старанно відтворені всі портрети і пишна рослинність без спрощень і хаотичної художньої манери пізніх імпресіоністів. Високо обдарованому Северіну Крейєру вдалося добре передати спонтанність почуттів присутніх і оптимістичний настрій товариства, нечастий серед скагенських художників, як то засвідчили пізніше історики і аналіз біографій митців.
Композиція картини довлі оригінальна. Вона була продовженням традиції зображень товариств художників у неофіційному спілкуванні, відому за твором данського художника Вільгельма Бендца (« Художники в кімнаті для куріння тютюну», 1828 р.) Власну майстерність у створенні групового портрету в черговий раз продемонстрував і Педер Северін Крейєр, що поставив перед собою складне завдання і вдало його розв'язав, нехай і за чотири роки.

## Опис твору
Біля столу з білою скатертиною скупчилася кампанія скагенських художників. Щойно оглосили тост і чоловіки вигукнули «Гіп, гіп, Ура!», що і надало назву картині. Кампанію чоловіків стримано підтримала і невелика купка жінок. Спиною до глядачів сидить Марта Моллер-Юхансен, дружина художника Вігго Юхансена. Малу доньку підтримує володарка саду Анна Анкер. Поряд із нею сидить місцева вчителька Хелен Крістенсен, що була і органісткою у місцевій церкві. Під час створення картини Северін Крейєр мав роман з вчителькою, тому приховав її обличчя, аби не афішувати власних з нею стосунків. На картині також художники Вігго Юхансен, Кристіан Крог, автопортрет Северіна Крейєра, брат Анни Анкер — Дайн з капелюхом на голові, бородань Міхаель Анкер, Оскар Бйорк з чорним капелюхом і Торвальд Нісс в білому одязі.

## Скагенські художники і кіно
Реальні події перебування художників у селі Скаген в художній інтерпретації стануть сюжетом для кінострічки, котру створив режисер Крьол Греде 1987 року.

## Провенанс (історія побутування)
На етапі ескізів твір побачив багатий колекціонер Понт Фюрстенберг зі Швеції. Ще до закінчення картини від домовився з автором і придбав її. Готовий твір роками прикрашав картинну галерею Фюрстенберга, а потім був переданий у подарунок у Художній музей міста Гетеборг.
Музей Скагена має ескіз до композиції, створений 1888 року.